# Qiyuan Xinggang
Qiyuan Xinggang (chiń. 祇園行剛; ur. 1597, zm. 1654) – chińska mistrzyni chan. Także Zhiyuan Xinggang (只园行刚).

## Życiorys

### Początkowe lata
Qiyuan Xinggang pochodziła z Jiaxing. Jej ojciec – Hu Rihua – był emerytowanym uczonym (chiń. jushi), a matka – pani Tao – była raczej konkubiną niż żoną.
Już jako młoda dziewczyna wykazywała zainteresowania religijne. Szczerze i z wiarą uprawiała nianfo. Jako kobieta pochodząca z bardzo dobrej rodziny, otrzymała wykształcenie, a ponieważ była jedynym dzieckiem, nauczycielem mógł być jej ojciec. Musiała być niezwykle zdolną osobą, gdyż jej imię („panna Hu”), pojawiło się w lokalnej gazetce-informatorze prefektury w sekcji poświęconej utalentowanym (chiń. cainu) lub uzdolnionym literacko kobietom.
W wieku 18 lat została zaręczona z dobrze zapowiadającym się Changiem Gongzhenem, który jednak zmarł zanim małżeństwo zostało formalnie zawarte. W okresie Ming i Qing oczekiwano od kobiet, które znalazły się w takiej sytuacji, że będą się one opiekować rodzicami zmarłego narzeczonego. Jednak Qingyuan w ogóle nie chciała wyjść za mąż i pragnęła poświęcić się życiu religijnemu; walkę o to z rodzicami przegrała. Po śmierci narzeczonego ponowiła swoją prośbę. Gdy rodzice odmawiali, była ich jedynym dzieckiem, Qiyuan odmówiła zarówno jedzenia, jak i picia, i ostatecznie rodzice ustąpili. Jednak ponieważ miała także obowiązki wobec rodziców narzeczonego, ich także musiała poprosić o zgodę. Napisała do nich list (który się zachował) i kupiła im trochę ziemi za pieniądze z posagu. Wszystkie te jej zabiegi trwały do 26 roku („sui”) życia.
Mogła prowadzić praktykę nianfo w domu, jak przystało wdowie. Jednak Qiyuan zaczęła pobierać nauki od starszego mistrza Cixinga. Po śmierci jej ojca w 4 lata później, Qiyuan poczuła, że musi pogłębić poziom swojego nauczania religijnego.

### Początki praktyki chan –Miyun Yuanwu
Po dwóch latach dojrzewania, udała się do najwybitniejszego mistrza chan tego okresu – Miyuna Yuanwu – który wiosną 1624 r. został opatem klasztoru na górze Jinsu, w prefekturze Jiaxing, na zachód od miasta Haiyan.
Hong Beimou sugeruje, że mistrz Miyuan odesłał ją do domu, gdyż nie przeprowadziła on 3-letniego okresu żałoby po swoim ojcu oraz jej matka wciąż jeszcze żyła. Jest to tylko sugestia, lecz może wskazywać na stosowanie podwójnych standardów przez mistrza. Kazał jej praktykować w domu z huatou Gdzie znajduje się miejsce, gdzie mogę przebywać w spokoju z wolą niebios?
Praktykując w domu Qiyuan czuła się nieszczęśliwa i w depresji. Gdy po kilku latach zmarła jej matka, Qiyuan – ku zaskoczeniu rodziny – rozdała wszystkie swoje ubrania, biżuterię i inne mienie i przeniosła się do małego klasztoru, który wybudowała dla siebie w pobliżu grobu rodziców. Praktykowała tam nad swoim huatou i ślubowała już nie powrócić do świeckiego życia.
W wieku 35 lat („sui”) ponownie udała się do Miyuna, który widząc jej determinację poprowadził ceremonię tonsury, przeprowadzając ją ze stanu świeckiego do mnisiego.
Jednak Qiyuan nie nawiązała z mistrzem głębszych religijnych relacji i rozpoczęła poszukiwanie odpowiedniego nauczyciela.
Najpierw praktykowała u mistrza Ergonga Ciana w Haiyanie, który dał jej inne, klasyczne huatou – Miriady dharm powracają do Jednej, ale gdzie powraca ta Jedna? Po roku pracy nad nim, gdy Qiyuan nie wykazała żadnego postępu, Ergong polecił jej zostanie uczennicą spadkobiercy Dharmy Miyuana – mistrza chan Shichego Tongshenga (1593–1638). Qiyuan miała wtedy 36 lat.

### Praktyka chan –Shiche Tongsheng
Shiche przejął klasztor Jinsu po swoim nauczycielu Miyunie. Nie wiadomo jakie były relacje pomiędzy mistrzem a Qiyuan, ale Shiche był mistrzem tradycji linji, i jak to wówczas rozumiano, stosował konkretne, a nie symboliczne uderzenia kijem, które w chanie rozumiano jako wyraz głębokiego współczucia. Mistrz nie oszczędził jej razów, ale równocześnie pochwalił ją nazywając ją mądrym i bystrym kolegą (chiń. lingli han), za jej determinację. Zmienił jej także huatou na Jaka była twoja twarz przed narodzeniem się twoich rodziców?
Qiyuan powróciła do swojej pustelni obok grobu rodziców i praktykowała na tym huatou przez rok. Po roku udała się do mistrza, a ponieważ niczego nie osiągnęła, Shiche zabronił jej pokazywania się u niego, aż do momentu, gdy osiągnie „wielkie urzeczywistnienie”.
W ciągu siedmiu dni praktyki w swojej pustelni osiągnęła, dzięki rozwinięciu „wielkiego zwątpienia”, głęboki wgląd, chociaż nie było to jeszcze pełne urzeczywistnienie. Osiągnęła go, gdy siedząc w sali Dharmy klasztoru wśród innych mnichów, przysłuchiwała się walce Dharmy Shichego z jej dawnym nauczycielem Cixingiem. Gdy Shiche spytał Cixinga nad jakim huatou pracuje, Cixing odpowiedział, że nad „Kto?” W tym momencie Qiyuan wtrąciła się do ich wymiany zdań i dalsza wymiana odbywała się pomiędzy nią a Shichem. Nawet jeśli mistrz rozpoznał jej głębokie urzeczywistnienie, powiedział jej tylko, że zrobiła pewien postęp. Było to tradycyjnie stosowane w celu wzmocnienia zaangażowania i szczerości ucznia przez stworzenie kolejnej trudności.
Qiyuan zamknęła się w pustelni i ślubowała nie wyjść dopóki nie osiągnie ostatecznego celu. Po 26 godzinach intensywnej praktyki nad jej huatou nagle całkowicie przełamała się przez nie. Napisała gathę
Zanim moja matka i mój ojciec się narodzili:
Pustka utwierdziła się cicho i całkowicie.
Pierwotnie niczego tam nie brakowało;
Chmury rozwiały się ukazując błękitne niebo.
Qiyuan miała wtedy 39 lat. W ciągu kilku następnych miesięcy doświadczyła jeszcze kilku głębokich wglądów.
Zimą 1638 r., gdy miała 43 lata, mistrz Shiche Tongsheng ostatecznie uznał jej oświecenie. Ich ostatnią wymianę zdań zakończył słowami Dobrze! Dobrze! Będziesz przykładem dla tych, którzy przyjdą po tobie.
Niedługo potem uczynił ją swoim spadkobiercą Dharmy, jednym z trzech.

### Opat klasztoru
Po otrzymaniu insygniów mistrza chan, Qiyuna udała się do swojej pustelni na odosobnienie medytacyjne, które trwało 9 lat. Po jego ukończeniu przeniosła się do klasztoru na górze Leshan w Xinxing w pobliżu Haiyan, prawdopodobnie myśląc o pozostaniu tam do końca życia.
Jednak w 1647 r. otrzymała zaproszenie od grupy świeckich patronów z Meixi (obecnie Wangdian) w dystrykcie Xiuzhou w Jiaxing. Usłyszeli ono o jej głębokim duchowym osiągnięciu i pragnęli aby została pierwszą opatką świeżo nazwanego klasztoru chan Fushi w Nanxun. Po konsultacji z jej „wujkiem dharmicznym”, mistrzem chan Muyunem Tongmenem (1591–1671), spadkobiercą „brata dharmicznego” Miyuna Yuanwu – mistrza Yulina Tongxiego, przyjęła to stanowisko
Jak napisała jej uczennica i spadkobierczyni – Yikui Chaochen
Gdy nasza Mistrzyni przybyła do klasztoru, niektórzy mówili, że była ona reinkarnacją mniszki Moshan, ale obawiali się, że nie będzie jej łatwo zmienić to miasto...
Wkrótce w klasztorze praktykowało już sto mniszek. Jej sława jako nauczyciela chanu rosła i na odosobnienia medytacyjne przybywały mniszki nie tylko z Jiangnanu, ale także z innych części Chin – m.in. z prowincji Henan, Anhui, a nawet Fujian i Guangdong.
Prowadziła klasztor bardzo efektywnie. Ustanowiła klasztorne reguły, które uczyniły z niego zdyscyplinowaną instytucję religijną, w której spotykali się mnisi i ludzie świeccy. Traktowała wszystkich jednakowo. Podczas rozmów osobistych korzystała z uderzeń i okrzyków. Prowadziła korespondencję z lokalną elitą, ale i ludźmi świeckimi pragnącymi nauk.
Toczyła walki Dharmy z mnichami i dyskusje z intelektualistami wychodząc z nich zwycięsko.
Nie ograniczała się jednak do wygłaszania mów Dharmy, nauczania i przeprowadzania rozmów osobistych. Wraz z innymi mniszkami prowadziła religijne posługi dla lokalnej społeczności. Przeprowadzała buddyjskie festiwale, np. z okazji narodzin Buddy, ceremonie pogrzebowe itd.
Jesienią 1652 r. jej zdrowie zaczęło się pogarszać. Oddała więc prowadzenie klasztoru w ręce dwóch starszych mniszek, a sama żyła w odosobnieniu, pisząc m.in. wiersze.
Latem 1654 r., zgodnie z tradycją mistrzów chan, zapowiedziała swoją śmierć na koniec ósmego miesiąca. Na swoją następczynię w prowadzeniu klasztoru wybrała mniszkę Yigong Chaoke, jednak potem poprosiła także mniszkę Yichuan Chaolang – już opatkę klasztoru Pradźni w Nanxun – o pomoc. Nadzorowała także budowę stupy na swoje szczątki.
26 dnia ósmego miesiąca 1654 r. Qiyuan Xinggang wykąpała się, ubrała świeżą szatę, usiadła w medytacyjnej postawie i zmarła przed zebranymi mniszkami, patronami i świeckimi ludźmi.
Jej nauki zostały zebrane i zredagowane przez wszystkie jej spadkobierczynie:
Yikui Chaochen (1625–1679), Yigong Chaoke (1615–1661), Yichuan Chaolang (zm. 1656), Yiyin Chaojian (zm. przed 1666), Puwen Chaoyuan, Yiran Chaoshe i Guding Chaozhen.

## Linia przekazu Dharmy zen
Pierwsza liczba oznacza pokolenie od Bodhidharmy.
Druga liczba oznacza pokolenie od Linjiego Yixuana.
Trzecia liczba oznacza początek nowej generacji w innym kraju
- 39/29. Huanyou Zhengchuan
  - 40/30. Xuejiao Yuanxin postanowił zrekreować szkołę yunmen
  - 40/30. Tianyin Yuanxiu (1575–1635)
    - 41/31. Ruo’an Tongwen (1604–1655)
    - 41/31. Shanci Tongji (1608–1645)
    - 41/31. Yulin Tongxiu (1614–1675)
      - 42/32. Maoxi Xingsen (1614–1677)
        - 43/33. Ruchuan Chaosheng

      - 42/32. Baisong Xingfeng (1612–1674)
      - 42/32.
        - 43/33. Meng’an Chaoge (1639–1708)
          - 44/34. Jialing Xingyin (1671–1726)

  - 40/30. Miyun Yuanwu (1566–1642) 12 spadkobierców
    - 41/31. Shiche Tongsheng (1593–1638) 3 spadkobierców
      - 42/32. Xigan Xingyuan (1609–1679)
      - 42/32. Qiyuan Xinggang (1597–1654) mistrzyni chan, 7 spadkobierczyń
        - 43/33. Yikui Chaochen (1625–1679) mistrzyni chan
        - 43/33. Yigong Chaoke (1615–1661) mistrzyni chan
        - 43/33. Yichuan Chaolang (zm. 1656) mistrzyni chan
        - 43/33. Yiyin Chaojian (zm. przed 1666) mistrzyni chan
        - 43/33. Puwen Chaoyuan (bd) mistrzyni chan
        - 43/33. Yiran Chaoshe (bd) mistrzyni chan
        - 43/32. Guding Chaozhen (bd) mistrzyni chan

    - 41/31. Chaozong Tongren (1604–1648)
    - 41/31. Muyun Tongmen (1599–1671)
    - 41/31. Poshan Haiming (1577–1666)
      - 42/32. Zhangxue Tongzui (1610–1693)
      - 42/32. Xiangya Xingting (1598–1651)

    - 41/31. Hanyue Fazang[a] (1573–1635)
      - 42/32. Tanji Hongren (1599–1638)
      - 42/32. Yiqi Hongchu (1605–1672)
      - 42/32. Liu Daozhen (bd)
      - 42/32. Dingmu Hongche (bd)
      - 42/32. Jude Hongli (1600–1667)
        - 43/33. Huishan Jiexian (1610–1672)
        - 43/33. Bo’an Zhengzhi (1599–1676)

    - 41/31. Muchen Daomin (1596–1674)
      - 42/32. Shouzun Yuanzhao (1647–1729)
        - 43/33/1. Wietnam tradycja Nguyên Thiều w ramach szkoły lâm tế (czyli linji)

    - 41/31. Feiyin Tongrong (1593–1661) 64 spadkobierców
      - 42/32. Hanpu Xingcong (1610–1666)
      - 42/32. Baichi Xingyuan (1611–1662)
      - 42/32. Shujian Huihai (bd)
      - 42/32. Gengxin Xingmi (bd)
        - 43/33. Daozhe Chaoyuan (1602–1662) Japonia, Nagasaki.
          - 44/34/1. Bankei Yōtaku (1622–1793) był jego uczniem przez rok, otrzymał nawet inka, ale nie został jego spadkobiercą

      - 42/32. Yinyuan Longqi (1592–1673) szkoła ōbaku
        - 43/33. Yelan Xinggue (1613–1651)
        - 43/33. Yiran Xingrong (1601–1668)
        - 43/33. Huimen Rupei (1615–1664)